# 세상 끝의 집 (영화)
《세상 끝의 집》(영어: A Home at the End of the World)은 2004년 개봉한 미국의 드라마 영화이다. 마이클 커닝햄이 1990년에 발표한 동명 소설(대한민국 출판명: 세상 끝의 사랑)이 원작이며, 커닝햄이 각본도 담당하였다. 콜린 패럴, 댈러스 로버츠, 로빈 라이트, 시시 스페이섹 등이 출연하였다.

## 줄거리
클리블랜드 교외. 형, 어머니, 아버지를 차례로 잃는 비극을 겪은 반항아 보비는 고등학교에서 어색한 성격의 게이 조너선과 만나 절친이 된다.
1982년 조너선이 보헤미안 클레어와 살던 뉴욕 이스트빌리지 아파트에 보비가 들어오면서 셋은 가족처럼 지내게 된다. 하지만 클레어와 보비가 관계를 가져 클레어가 임신을 하자 조너선은 자신이 둘의 사이에 낀 모양새가 되어 있는 것을 발견하고 둘의 삶에서 사라져 버린다.
조너선의 아버지 네드가 사망하자 보비와 클레어는 피닉스로 조문을 와 조너선과 재회한다. 이들은 네드의 차를 타고 이동하여 우드스톡 인근에 집을 사서 함께 살아간다. 보비와 조너선은 카페를 운영하고, 클레어는 딸의 양육을 도맡는다.
어느 날 조너선은 사타구니에서 카포시육종을 발견한다. 그간 소외감을 느낀 클레어는 아이를 데리고 어머니가 있는 필라델피아로 가서 돌아오지 않는다. 보비는 에이즈에 걸려 피할 수 없는 죽음이 다가오는 조너선 곁에 남아 그를 돌본다.

## 출연진
- 콜린 패럴 - 보비 모로 역
  - 에릭 스콧 스미스 - 보비 아역
- 댈러스 로버츠 - 조너선 글러버 역
  - 해리스 앨런 - 조너선 아역
- 로빈 라이트 펜 - 클레어 역
- 시시 스페이섹 - 앨리스 글러버 역
- 맷 프루어 - 네드 글러버 역
- 웬디 크루슨 - 이저벨 모로 역
- 라이언 도너후 - 칼턴 모로 역
- 에이자 비에라 - 에밀리 역
- 조슈아 클로스

## 기타 제작진
- 공동 제작: 조슬린 헤이스, 로버트 케슬, 브래드 심프슨
- 배역: 짐 카너핸, 클레어 사이먼
- 미술: 마이클 쇼
- 의상: 베스 패스터낵